# 競技者必携
『競技者必携』（きょうぎしゃひっけい）とは、公益財団法人全日本軟式野球連盟が発行している書物（なお、同じ組織から分離して出来た日本ソフトボール協会でもルールブックとともに発行している。また後記の考え方も同じである）。主に軟式野球審判員やその役員、チーム関係者が持つ。内容は競技場区画線や全軟連特別規則、全国大会運営規則、ルールの質疑応答などが記されており、軟式野球関係者は公認野球規則とこの「競技者必携」をセットで持つべきとされる。
全軟連役員や技術委員会員が中心で編集し、1971年3月15日に初版発行され、2005年で第18版発行。2年に1度の発行であったが、2015年より毎年発行に変わる。
2006年現在では非売品となっているが、一部の大手書店やスポーツ店では購入可である（公認野球規則は2006年度版より市中の書店でも販売されるようになった）。

## 章立て
- 野球競技場区画線
- フェアボール
- ファウルボール
- ストライク
- ストライクゾーン
- 投球姿勢
- 凡例
- 全国大会に送る都道府県支部
- 全国大会に参加するチームの注意事項
- 競技運営に関する連盟取り決め事項
- 競技に関する連盟特別規則
- 審判員に関する取り決め事項
- 競技者規程・細則目次
- 規則適用上の解釈
- 質疑応答
- 審判員のために
- 審判上の取り決め事項ならびに注意すべき規則
- 審判員の構え・判定と宣告・ジェスチャー
- 審判員の基本的事項と一般的事項
- 連盟規程類集